# Dorfkirche Naugarten

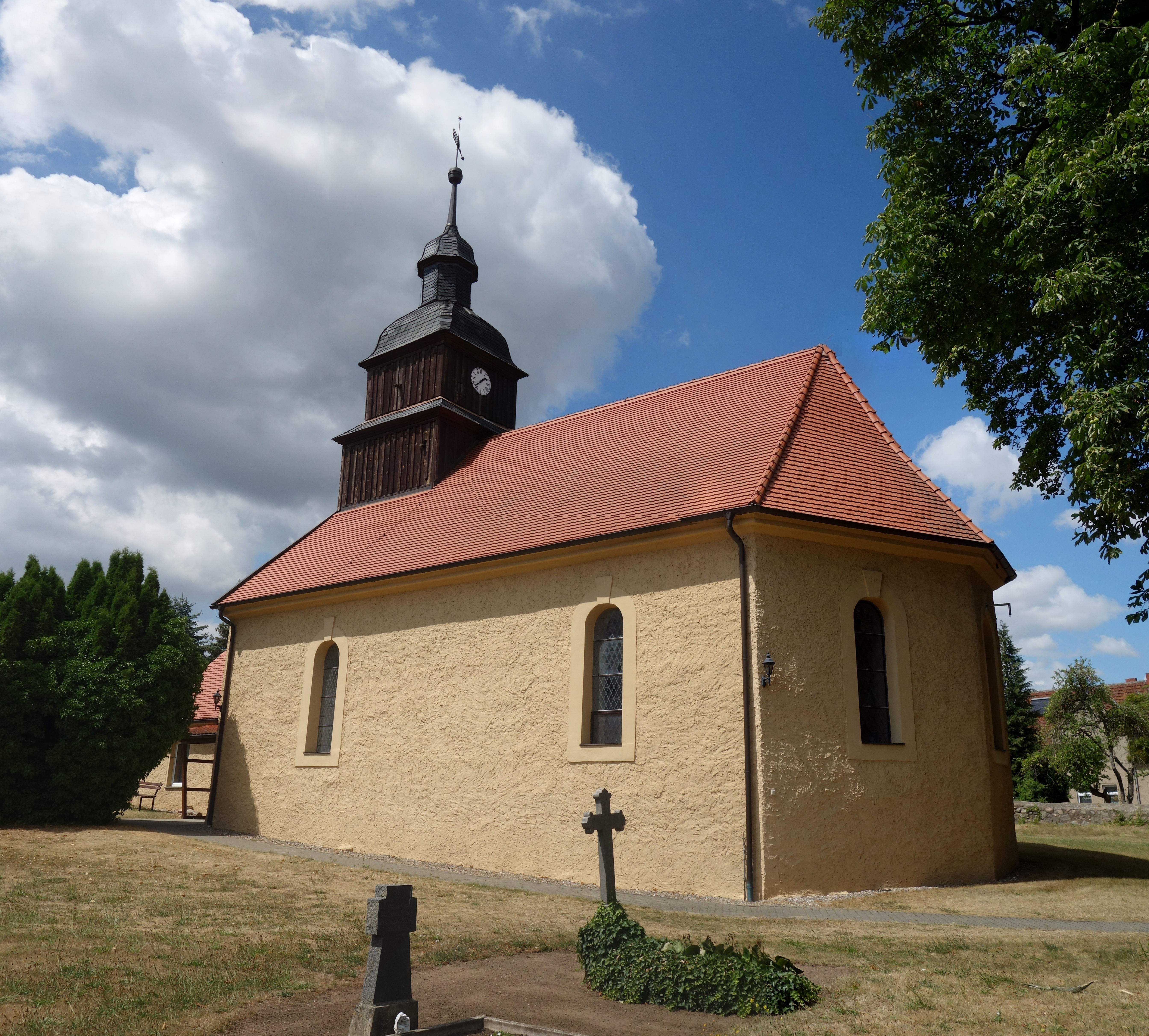
Dorfkirche Naugarten

Die evangelische, denkmalgeschützte Dorfkirche Naugarten steht in Naugarten, einem Ortsteil der Gemeinde Nordwestuckermark im Landkreis Uckermark in Brandenburg. Die Kirchengemeinde Naugarten gehört zum Pfarrsprengel Boitzenburg im Kirchenkreis Uckermark der Evangelischen Kirche Berlin-Brandenburg-schlesische Oberlausitz.

## Beschreibung
Die verputzte Saalkirche mit dreiseitigem Ostschluss wurde 1713 anstelle der im Dreißigjährigen Krieg zerstörten Feldsteinkirche erbaut. Aus dem Satteldach ihres Langhauses erhebt sich im Westen ein mit Brettern verkleideter zweigeschossiger Dachturm, der mit einer schiefergedeckten Welschen Haube bedeckt ist. Im Westen des Langhauses wurde ein niedriges Mehrzweckgebäude angebaut.
Der Innenraum ist mit einer Holzbalkendecke überspannt. Aus der Bauzeit stammt der hölzerne Kanzelaltar. Die Orgel wurde 1875 von Barnim Grüneberg gebaut.